# Aichi (prefektura)
Aichi (japanski: kanji 愛知県, romaji: Aichi-ken) je prefektura u današnjem Japanu. 
Nalazi se na južnoj obali središnjeg dijela otoka Honshua u chihō Chūbu.
Aichi je bila poznata kao regija Tōkai, koja je podregija ove regije. Glavni je grad Nagoya. Središnjim je dijelom metropolitanskog područja Chūkyōa.
Glavni je grad Kanazawa.
Organizirana je u 7 okruga i 54 općine. ISO kod za ovu pokrajinu je JP-23.
1. veljače 2011. u ovoj je prefekturi živjelo 7,408.640 stanovnika.
Simboli ove prefekture su cvijet kakitsubata (Iris laevigata), račić kuruma (Marsupenaeus) i ptica japanski ćuk (Otus scops japonicus).